# Acharya franconia
Acharya franconia är en fjärilsart som beskrevs av Swinhoe 1903. Acharya franconia ingår i släktet Acharya och familjen nattflyn. Inga underarter finns listade i Catalogue of Life.